# オーバー＝ラムシュタット
オーバー＝ラムシュタット (ドイツ語: Ober-Ramstadt, ドイツ語発音: [oːbɐˈramʃtat]) はドイツ連邦共和国ヘッセン州ダルムシュタット＝ディーブルク郡に属す市。

## 地理

### 位置
オーバー＝ラムシュタットはダルムシュタットから約10kmの距離にあり、オーデンヴァルト内の連邦道B426号線沿いに位置する。オーバー＝ラムシュタットを貫いて流れるモーダウ川沿いには、広さ約3haの遊水池であるオーバーラムシュタット洪水時水位調整池が設けられている。

### 隣接する市町村
オーバー＝ラムシュタットは、北はロスドルフ、東はラインハイム、南東はグロース＝ビーベラウ、南はモーダウタール、西はミュールタール、北西は郡独立市のダルムシュタットと境を接する。

### 市の構成
この市は、1977年以降、中核市区オーバー＝ラムシュタットの他、モーダウ区、ヴェムバッハ＝ハーン区、ロールバッハ区からなる。モーダウ区はさらにオーバー＝モーダウ地区とニーダー＝モーダウ地区から構成される。ロールバッハ区は他の2つの市区よりも早く1972年に自由意志で合併していた。

### 面積とその利用
市域の総面積は約4,200ha。中核市区が2,251ha、モーダウ区が934ha、ロールバッハ区が489ha、ヴェムバッハ・ハーン区が512haである。それぞれ約40%が農業または林業用地で、市街地はそれぞれ7%ほどである
。

## 歴史

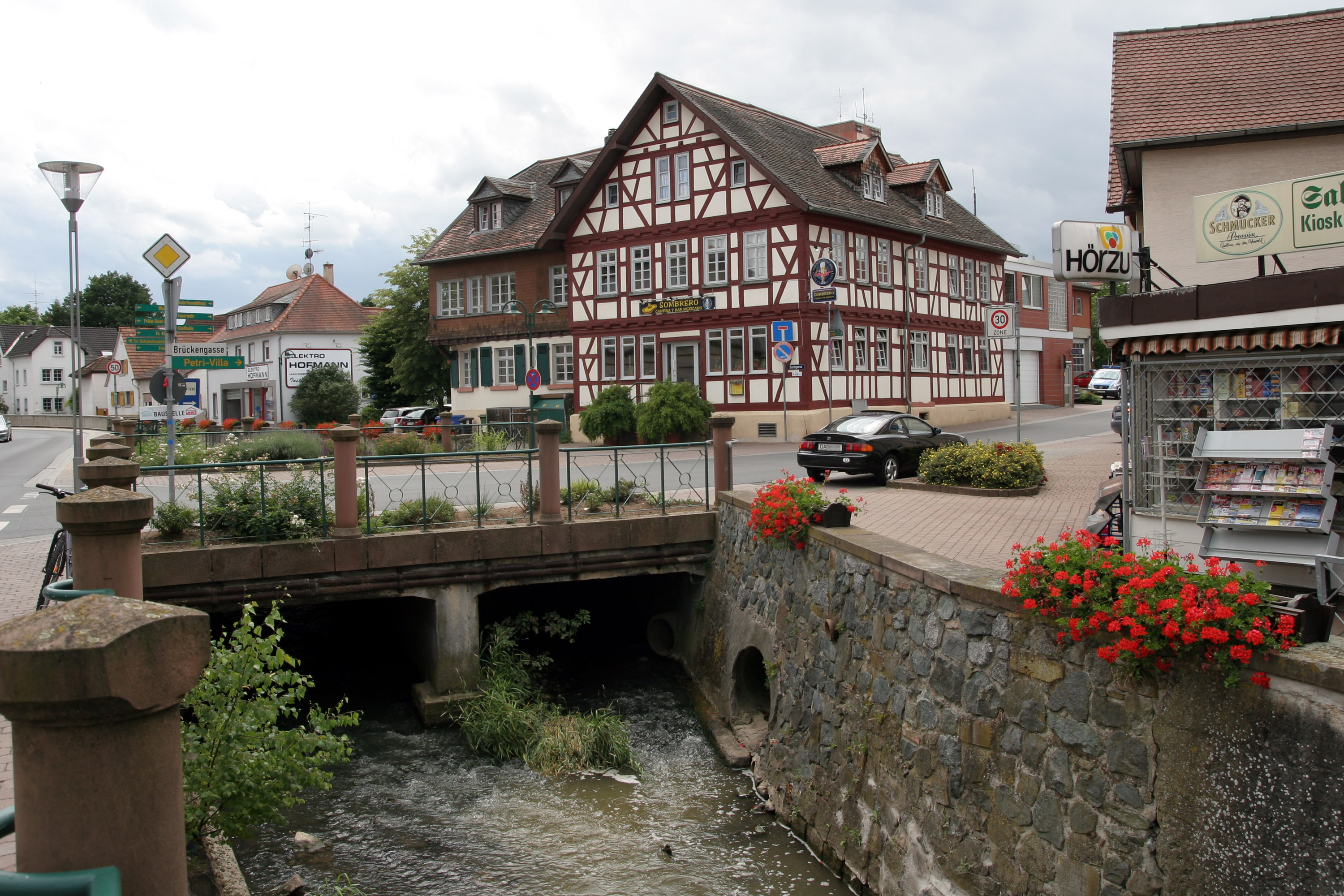
オーバー＝ラムシュタット市内中心部を流れるモーダウ川

新石器時代にはすでにオーバー＝ラムシュタットの地域に定住者がいた痕跡が遺されている。オーバー＝ラムシュタットが初めて文献上に記録されたのは1310年のことである。これは、カッツェンエルンボーゲン伯エーバーハルトがラムシュタット市における（フランクフルト市に与えられたのと同様の）あらゆる自由特権やその他の権利を有するとした書類である。ここでいう権利には、町の防衛施設整備や週の市の開催などが含まれている。中世には隣接する森林は、ドライアイヒ狩場に含まれており、オーバー＝ラムシュタットには30フーフェ（共有地から割り当てられる土地で、1フーフェは10-20ha）が割り当てられていた。三十年戦争の時代には、ペストが住民の大部分の命を奪い去った。
19世紀には、オーバー＝ラムシュタットで農業から工業への転換が進み始めた。1895年にエドゥアルト・ムーアヤーンはオーバー＝ラムシュタットに、Deutsche Amphibolin-Werkeを開設した。現在でもこの会社はこの街に本社を置き、ヨーロッパで最も近代的なエマルジョン塗装のための製品を創りだしている。20世紀の初頭にこの街は発展のピークを迎えた。1901年に上水道、1907年に電力供給が設備された。この同じ都市には、フランクフルトの出版社が地方新聞の発刊を始めている。
2005年に市長のヴェルナー・シュフマンは『色彩の街』をモットーに掲げ、市民に対して家を改修・改築する際はカラフルな色を塗って、街周辺の美しい外観を手に入れようと呼びかけた。こうした目的のために、街の開発計画が図られ、一部が適用されている。2006年から2008年までに、オーバー＝ラムシュタットのメインストリートは改造され、完全に近代化されて新しい姿になった。
この街の歴史は、博物館で追体験できる。この博物館は、1732年にゲオルク・クリストフ・リヒテンベルクの父親が建造したもので、かつては市役所として用いられた建物である。

### 市区の歴史

#### モーダウ
「Mutdaha」という記述は、804年のロルシュ土地台帳に初めて記録されている。これは現在のニーダー＝ムーダウのことを示していると推測される。その後、表記はModa、Muda、Maudava、Modachと変遷した。これらから沼地や水といった概念が読み取れる。オーバー＝ムーダウが初めて記録されているのは1362年である。この頃、この村はカッツェンエルンボーゲン伯のツェーント（十分の一税徴税区に基づく当時の地方行政区分）に属していた。
ニーダー＝ムーダウ近郊の城山には1382年まで城が建っていた。最後の城主ヴェルナー・カルプ・フォン・ラインハイムは、ディーター3世フォン・カッツェンエルンボーゲンの縁戚にあたる人物であった。カルプは一時期タンネンベルク城の管理を行っていたこともあるが、史書には盗賊騎士として登場する。ニーダー＝ムーダウ城は、1382年にフランクフルト、マインツ、ヴォルムスの軍勢によって破壊され、再建されることはなかった。その城址は石切場として利用された。現在はかつての城壁が見られるだけである（オーバー＝ラムシュタット遊歩道O4）。
1971年7月1日にオーバー＝ムーダウとニーダー＝ムーダウが合併し、モーダウという町村が成立した。

#### ロールバッハ、ヴェムバッハ、ハーンのヴァルド派
1685年のナントの勅令廃止後、プロテスタントの信仰のために故郷を逐われたヴァルド派の人々が、1699年にピエモンテ公の町プラジェーラ（現在のプラジェラートで、オーバー＝ラムシュタットの友好都市である）からロールバッハ、ヴェムバッハ、ハーンにやって来て新しい村を築いた。
12世紀にまで遡り、その信者らは当時からすでに迫害の対象になっていたヴァルド派の活動だが、それは1532年の宗教改革に結びついている。彼らは、他の迫害を受けた人々（たとえばユグノー派の人々）と併せて、ドイツのプロテスタント諸侯に受け容れられたのである。その入植地は、一部は負担軽減の特権を得たものもあったが、ドイツ諸侯領にとっても文化的・経済的に利益になるものであった。
話し合いの結果、エルンスト・ルートヴィヒ方伯は1699年にプラジェーラから約400人のヴァルド派信者をロールバッハ、ヴェムバッハ、ハーンの御料地に受け容れることを許可した。この方伯の御料地は後に計画的に開発がなされ、特にロールバッハでは徹底して合理的な開発が行われた痕跡を現在でも見ることができる。ユグノー派の人々は、この頃にはハーナウ、ノイ＝イーゼンブルク、マンハイムあるいはフロイデンシュタットといった都市部に入り込んでいた。
入植地はヴェムバッハとハーンの間の街道沿いに発展した。ロールバッハに中心農場施設が設けられ（現存しない）、新しい村の指導所・中心的施設に選ばれた。1699年から最初の30年間は定期的に、典型的な木組み家屋とU字型にそれを囲む付属建築物が建造されていった。建物の敷地は同じ広さに、すべての耕地も平等の原則の下に分割された。
ロールバッハの教会や牧師館および墓地広場は、町の中心部の長く延びた空き地に設けられた。1708年に3つの集落のために木組み建築の教会が造られたが、1767年に堅牢なホール式建築に置き換えられた。内部は、プロテスタントの教義の厳格な規律にふさわしく、大変に簡素なものである。この教会をモデルにしたヴェムバッハの教会は1835年に建造された。
ヘッセン南部にジャガイモの栽培を広めたのは、おそらくヴァルド派の人々であったと推測されている。南フランスでは、17世紀中頃にはすでにジャガイモの栽培が行われていたのである。現金収入になる副業についても、その品質が地域で高く評価されていたヴァルド派の家族の痕跡が数多く見られる。

### 宗教

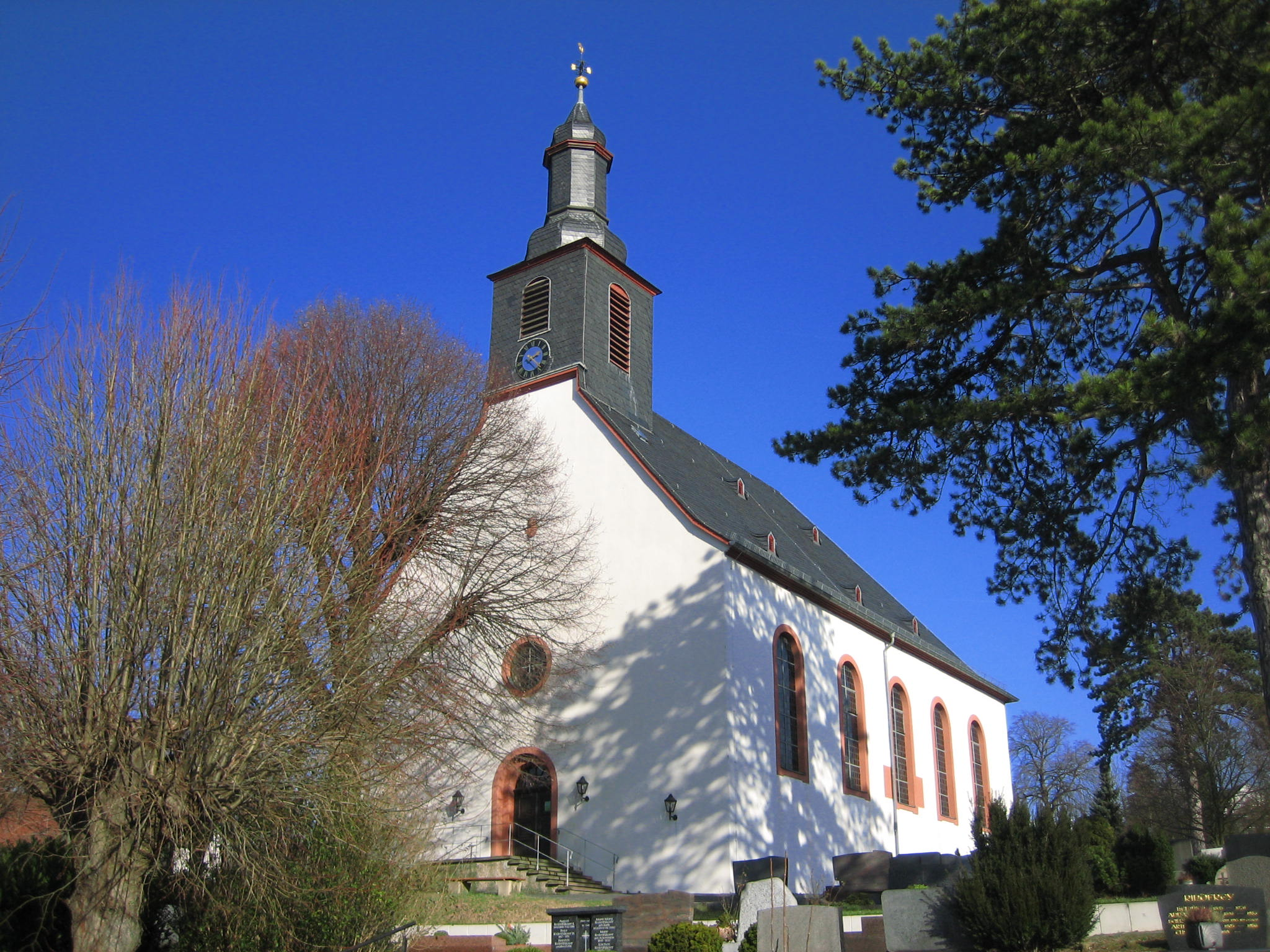
プロテスタント教会

オーバー＝ラムシュタットとその市区には以下の教会組織がある。
- プロテスタント教会
- カトリック教会
- 福音派自由教会
- 新使徒派教会

オーバー＝ラムシュタットのプロテスタント教会は、ヘッセンおよびナッサウ・プロテスタント教会に所属する教会組織中、最大の組織である。
カトリックのリープフラウ教会は、第二次世界大戦後に、旧ドイツ東部から放逐された難民たちによって組織された。
福音派自由教会のバプテスト教会は1997年に組織された、この街で最も新しい宗教組織である。

## 行政
オーバー＝ラムシュタットは、長い間、SPDの牙城として知られている。

### 市議会
市議会選挙は5年ごとに行われる。オーバー＝ラムシュタットの市議会は37議席からなる。

### 紋章
市の紋章には3輪のアグロステンマ (Agrostemma githago) が描かれている。この花は、ナデシコ科の植物で現在では危機にさらされているが、昔はオーバー＝ラムシュタットの周辺地域で非常に多く見られた植物であった。かつて、この紋章の植物は、誤ってバラであるとされていた。

### 友好都市
- コゴレート（イタリア、リグーリア州）1959年
- Saint-André-les-Vergers（フランス、オーブ県）1970年
- プラジェラート（イタリア、ピエモンテ州）1974年
- トゥルム（ミュルゼンの地区）（ドイツ、ザクセン州）1990年
- ヴェルメッツォ（イタリア、ロンバルディア州）2003年
- ゼーロ・スッリゴーネ（イタリア、ロンバルディア州）2003年
- フェティエ（トルコ、マラティヤ県）2004年

オーバー＝ラムシュタットに住むトルコ系住民の80%がフェティエ出身である。ただし、このフェティエは地中海沿いのリゾート地ではなく、内陸部マラティヤ県の同名の小村である。トゥルムは以前は独立した町村であったが、現在はミュルゼンの一地区となっている。

## 文化と見所

### 演劇
- ロールバッハ・ヴァルド派コミュニティのアマチュア演劇グループは毎年ロールバッハ公民館で4回演劇公演を行っている。25年間毎年必ず演じられるのが『Glaube und Heimat（信仰と故郷）』という、プラジェラートからのヴァルド派追放を描いた作品である。
- 1995年以降、ヴァッカー・ファブリークで年に1回秋に10演目ほどが演じられる演劇祭が開催されている。

### 音楽
オーバー＝ラムシュタットには多くの音楽クラブがある。その多くがオーバー＝ラムシュタット音楽祭に参加している。2年に1度開催されるこの催しは、2004年から行われている。

### 博物館
オーバー＝ラムシュタットの郷土史クラブは旧町役場を利用したオーバー＝ラムシュタット博物館を運営している。この建物は、ゲオルク・クリストフ・リヒテンベルクの父親によって1732年に建てられたものである。

### スポーツ
TGS1900オーバー＝ラムシュタットは、フィギュア・ローラースケートの2004年の世界チャンピオン大会や多くのヨーロッパ・チャンピオン大会で国際的に重きをなしている。

### 建築

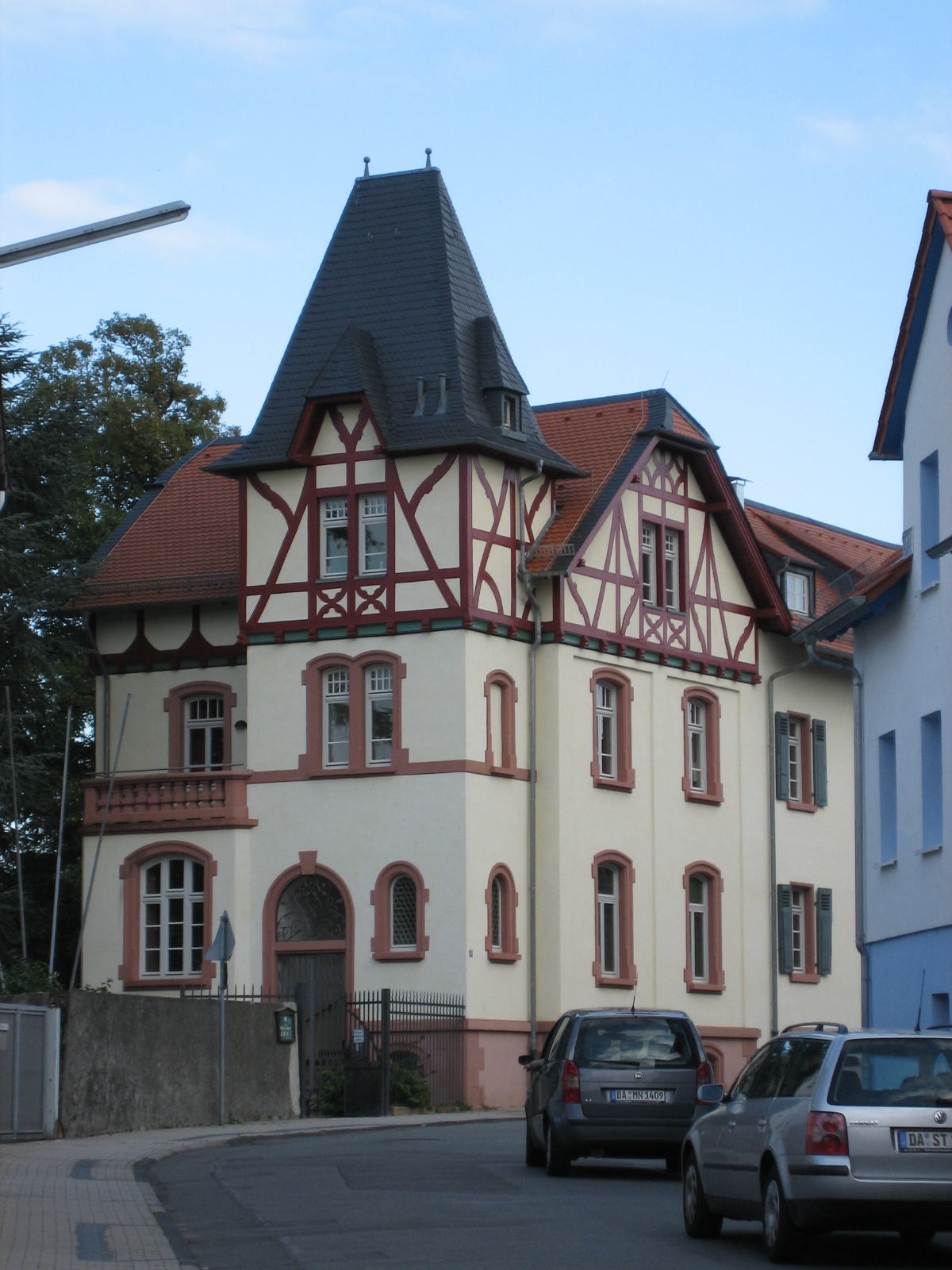
ペトリ邸

- 市内中心部の鍛冶用水車は、1688年から1689年に最初の鉄鍛冶の操業を開始したこの街の経済史を想起させるものである。
- 1850年頃に建設された保護文化財のペトリ邸は、最後の所有者の名前に因んでこの名で呼ばれる。この屋敷には一時期植物学者で医師のフリードリヒ・アーレフェルトが住んでいた。この屋敷は現在、高齢者の社交場となっており、カフェと様々なコースが設けられている催事場がある。
- 街の南端には、オーバー＝ラムシュタット洪水時水位調整池がある。

### 公園
ペトリ邸に隣接して約0.5haの広さのペトリ公園がある。
また、ハンマーガルテンという公園もある。ここには2008年5月ペタンク場が設けられ、日曜日の午後には静かに球を投げる人々が見られる。

### 交通
オーバー＝ラムシュタットは、連邦道B426号線および州道L3104号線沿いに位置している。また、オーデンヴァルト鉄道によって、ダルムシュタットやフランクフルト・アム・マイン、エアバッハやエーバーシュタットと結ばれている。
バス路線のO系統、K56系統、678系統がオーバー＝ラムシュタットとダルムシュタット、モーダウタール、フィッシュバッハタール、ロスドルフを結んでいる。市バス路線OR1およびOR2は1時間毎に市内を循環している。
2006年から2008年に街を通る道路の大幅な改造措置が執られ、市内の交通状況は改善された。さらに町役場の近くに3つめの駐車場を造る計画もある。
バイパス道路がオーバー＝ラムシュタットの南側を走り抜けている。また、市の東側に新しいバイパスを建設する計画がある。その予定地付近で建設反対の市民運動が組織された。この道路によって、付近の交通が集中することを恐れたためである。

## 人物

### 出身者
- ゲオルク・クリストフ・リヒテンベルク（1742年 - 1799年）著述家、実験物理学者、哲学者。

### ゆかりの人物
- フリードリヒ・アーレフェルト（1820年 - 1872年）植物学者、医師。晩年をオーバー＝ラムシュタットに住んだ。
- ハンス・グスタフ・レール（1895年 - 1937年）自動車設計者。オーバー＝ラムシュタットにレール・アウトAGを創設した。
- カール・シュレヒタ（1904年 - 1985年）ニーチェ研究家。ニーダー＝モーダウで亡くなった。
- アーヌルフ・ツィッテルマン（1929年 - ）オーバー＝ラムシュタット在住の文筆家。

## 引用
1. ↑  Hessisches Statistisches Landesamt: Bevölkerung in Hessen am 31.12.2023 (Landkreise, kreisfreie Städte und Gemeinden, Einwohnerzahlen auf Grundlage des Zensus 2011)]
2. ↑  Max Mangold, ed (2005). Duden, Aussprachewörterbuch (6 ed.). Dudenverl. p. 591. ISBN 978-3-411-04066-7
3. ↑  オーバー＝ラムシュタット市のホームページ